# Lorenz Luchsperger
Lorenz Luchsperger, in einigen Quellen auch Lorenz Luxberger, (* vor 1471; † 1501 Wiener Neustadt, Niederösterreich) war ein spätgotischer Bildhauer.
Lorenz Luchsperger wirkte ab spätestens 1471 bis zu seinem Tod als Holzbildhauer in Wiener Neustadt. Ihm werden insbesondere die Verkündigungsgruppe und die überlebensgroßen aus Linden- und Ahornholz geschnitzten Zwölf Apostelfiguren im Dom von Wiener Neustadt zugeschrieben, die stilistisch den Werken von Niclas Gerhaert van Leyden (ca. 1430 bis 1473) angelehnt sind. 
Weitere Werke Luchspergers sind offenbar das Spätgotische Kreuz (heute in der Heilig-Kreuz-Kirche in Dülmen) und vielleicht auch der Schrein mit der Szene vom Tod der Maria (heute in Očová bei Zvolen, Slowakei).
Luchsperger gilt als Nachfolger und Schüler von van Leyden, mit dem er möglicherweise vom Oberrhein nach Österreich kam.

## Werke (Zuordnung unsicher)
- Verkündigungsgruppe, unter dem Triumphbogen des Wiener Neustadter Doms
- Zwölf Apostel, im Hauptschiff des Wiener Neustadter Doms
- Spätgotisches Kreuz, entstanden 1480/1490 in Wiener Neustadt, seit 1992 in der Heilig-Kreuz-Kirche in Dülmen
- Schrein mit der Szene vom Tod der Maria in Očová bei Zvolen (Slowakei)